# Villa Loreley

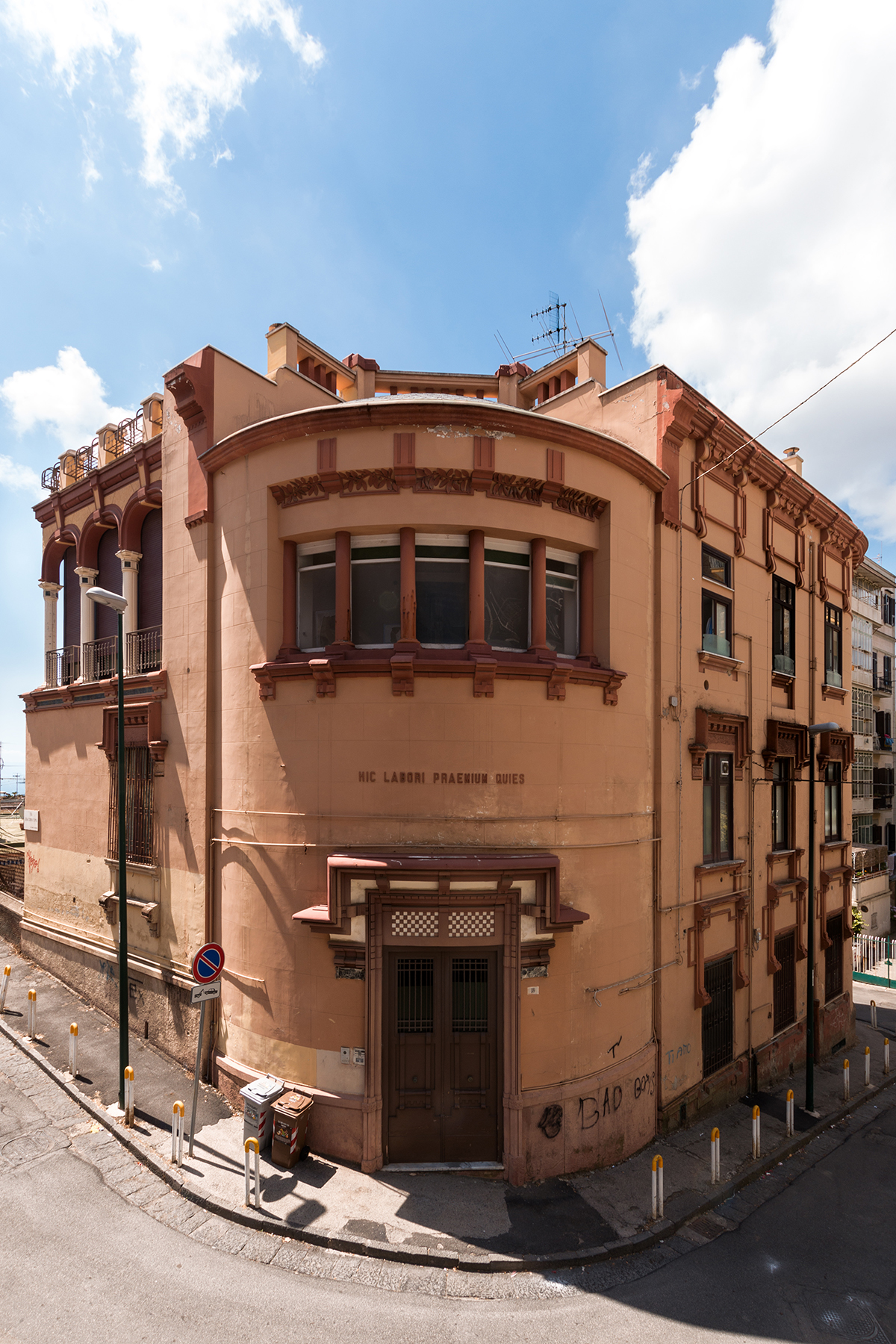
Villa Loreley in Neapel: Frontfassade

Die Villa Loreley ist ein Landhaus im Jugendstil aus den 1920er-Jahren im Viertel Vomero von Neapel in der italienischen Region Kampanien. Sie liegt in der Via Gioacchino Toma, 18.

## Geschichte und Beschreibung
Die Villa wurde vom bekannten neapolitanischen Architekten Adolfo Avena projektiert; die kantige, asymmetrische Fassade, die drei Reihen Fenster besitzt, hat eine einzigartige Wirkung; all diese Fenster sind mit Stuck dekoriert, die Figuren und geometrische Motive widerspiegeln. Der mittlere Teil der Fassade ist gebogen; darin liegt das bescheidene Portal. Darüber gibt ein breites Fenster, das durch eine Reihe kleiner Säulen in fünf Module unterteilt ist.

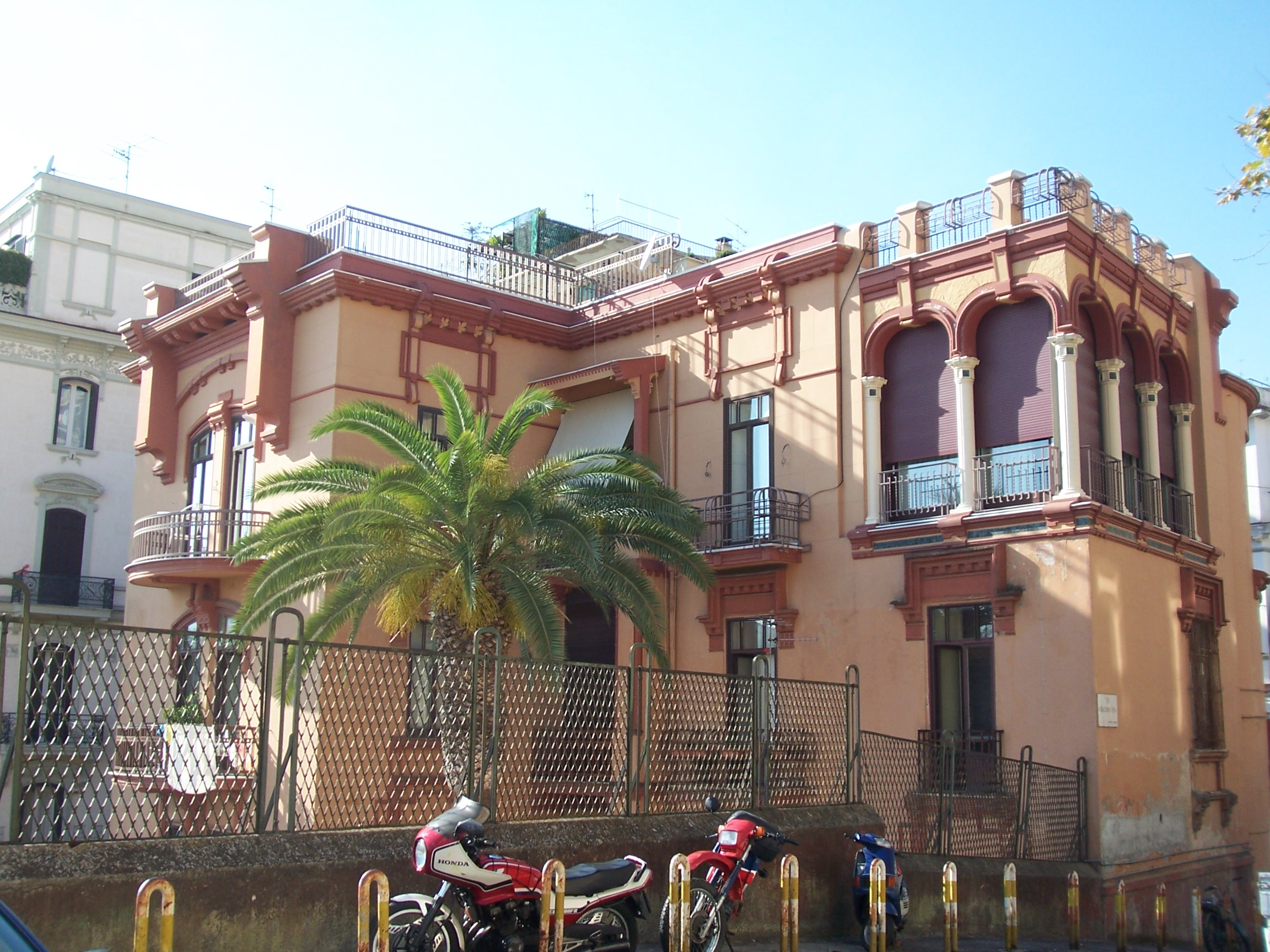
Rückfassade der Villa Loreley

Bemerkenswert ist die rechteckige Veranda, die mit einer Folge von Korbbögen, gestützt von Säulenpilastern, versehen ist, die den Baukörper volumetrisch erleichtern. Auf der Rückseite des Gebäudes liegt ein Garten auf einem gegenüber der Straße abgesenkten Niveau. Die Rückfront der Villa besitzt vier Reihen von Fenstern.